# Кашуэйрас-ди-Макаку
Кашуэйрас-ди-Макаку (порт. Cachoeiras de Macacu) — муниципалитет в Бразилии, входит в штат Рио-де-Жанейро. Составная часть мезорегиона Агломерация Рио-де-Жанейро. Входит в экономико-статистический микрорегион Макаку-Касерибу. Население составляет 53 037 человек на 2007 год. Занимает площадь 955,806 км². Плотность населения — 55,49 чел./км².

## История
Город основан 15 мая 1679 года.

## Статистика
- Валовой внутренний продукт на 2005 год составляет 533 915 000,00 реалов (данные: Бразильский институт географии и статистики).
- Валовой внутренний продукт на душу населения на 2005 год составляет 9931,00 реалов (данные: Бразильский институт географии и статистики).
- Индекс развития человеческого потенциала на 2000 год составляет 0,752 (данные: Программа развития ООН).

## География
Климат местности: тропический. В соответствии с классификацией Кёппена, климат относится к категории Aw.